# 羽田惠理香
羽田惠理香（日语：／ Haneda Erika，1973年3月7日—），日本女藝人。出身於東京都中野區。偶像團體「CoCo」前成員。所屬經紀公司為Prodction尾木 → 日本音樂娛樂（2005年10月獨立）。出道時的名字是，之後將這個字改為舊字體的「惠」，自稱「羽田惠理香」（兩者日文讀音相同）。身高153cm。B型血。

## 簡歷
就讀於筑波大學附屬小學後，筑波大學附屬中學·高等學校畢業。
1988年，於第2屆全日本國民的美少女比賽決賽亮相。該比賽是由她的姊姊推薦。
1989年，以第1期生加入富士電視台《Paradise GoGo!!》乙女塾，作為偶像組合CoCo成員出道。Production尾木所屬。
1991年，以單曲個人出道。
1994年，CoCo解散。作為藝人展開個人活動。在那之後的幾年裡，她一直隸屬於Production尾木。
1995年，以ERRY的名義進行饒舌（與文化放送播音員齊藤一美、CoCo成員宮前真樹一起，組成了名為“Psycho Galvanometer”的組合）。
2008年，被任命為唐津賽艇場的官方贊助人（所謂的形象角色）。2009年，繼續擔任唐津賽艇場的官方贊助人。
2012年8月14日，在部落格上宣布結婚懷孕。11月26日，生下第一個男孩。
2013年以第一個孩子出生為契機，在部落格上宣布將藝名改為平假名。改名的原因是為了讓孩子們更容易閱讀。
2016年，出演富士電視台《NON STOP！》，宣布不與2012年宣布結婚的對象結婚，並未婚生下第一個孩子。
目前進行演藝活動的同時從事與房地產相關的工作。

## 人物、逸事
- 有一個哥哥和一個姊姊[3]。
- 性格隱秘，也有嚴肅和完美主義的一面。本人形容自己的性格是「認真、愛學習、固執」[2]。
- 小時候，母親告訴她：「以後女孩子也要會工作」，於是她想成為一名藥劑師[11]。
- 對於名字改成舊字體的原因，她說：「我爸媽對我名字的筆劃數很挑剔，所以去拿戶籍謄本的時候查了一下，發現是舊字體，所以我父母就改了」[2]。
- 她在歌唱節目、打招呼等一人代表CoCo發言的場合中，擔任作為組合代表的角色。
- 因為其他4人頻繁的攻擊和篡改，廣播被徹底篡改，於是就有粉絲來信說「（羽田）不是被欺負了嗎？」。對此，本人回答說：「我不是被人欺負，而是挖墳的話多了，很容易被人欺負，別擔心」。但是，在2016年播出的《仔細聽太郎 ～明星近況（秘）報告～（日语：じっくり聞いタロウ〜スター近況（秘）報告〜）》中，她坦言說出在團內被欺負的過去。外景巴士車內氣氛很差，欺負“主謀”成員的粉絲在演唱會時，對著進行獨唱的羽田扔生雞蛋，並在握手會上用力握住她的手，意圖將手捏碎，她說她受到了各式各樣的騷擾。然而，被欺負成員的具體名字被「嗶」一聲消掉了[12]。
- 到目前為止，她是成員中暱稱最多的，包括粉絲起的暱稱和從廣播小品中誕生的暱稱。另外在短劇中，以的語氣說話的角色「惠理男（エリオ）」非常受歡迎，並且有很多關於惠理男的捏他。而且，即使在廣播結束後，成員們偶爾也會提到惠理男的名字。
- 於CoCo主持廣播節目為負責週數中表現不佳而哭泣的大野幹代打起精神，在解散之前黑暗的氣氛中排練時，有與成員們開朗地交談並努力使現場活躍起來等關懷的一面。
- 1991年，在中野太陽廣場舉行正式的演唱會上，發生她從舞台上巧妙地跌落的事件。
- 在1994年的告別演唱會行程中，發生了失聲的事故。
- 同時期活動的男性偶像組合光GENJI的諸星和己（日语：諸星和己）曾經主動接近過她，但羽田本人在後來的等談話中對諸星並沒有那麼大的興趣[13]。
- 她是唯一一位2次客串過《SUPER JOCKEY（日语：スーパージョッキー）》人氣單元的藝人。
- 喜歡的科目：英語[2]。討厭的科目：社會[2]。喜歡的食物：酸梅。討厭的食物：豌豆、西式咸菜（日语：ピクルス）[2]。

## 音樂作品

### 單曲
| 枚數 | 發行日期      | 單曲名稱（日文原名） | B面歌曲             | 唱片公司                          |
| ---- | ------------- | -------------------- | ------------------- | --------------------------------- |
| 1st  | 1991年9月21日 |                      |                     | PONY CANYON                       |
| 2nd  | 1992年7月17日 |                      | With Me             | PONY CANYON                       |
| 3rd  | 1996年7月25日 | SHA·LA·LA            | 同 GOOD TIME RE-MIX | East West Japan（現華納音樂日本） |

## 演出
CoCo時期演出節目請參閱「CoCo (組合)」。

### 電視節目
- （CBC）
- （富士電視台）
- 動物異想天開（日语：どうぶつ奇想天外!）（TBS）
- 前進！電波少年（日本電視台）（曾經打臉鮑里斯·葉利欽。）
- 週刊活力天國（日语：週刊スタミナ天国）（富士電視台。CoCo解散後仍常駐演出）
- TV搗蛋猛獁象（日语：TVおじゃマンモス）（日本電視台）
- OH！L俱樂部（日语：OH!エルくらぶ）（朝日電視台）
- （TBS）
- （富士電視台）
- 獅王的祝您健康（日语：ライオンのごきげんよう）（富士電視台）
- 全明星感謝祭（TBS）
- 超次元計時炸彈（日语：超次元タイムボンバー）（朝日電視台）
- （富士電視台）
- NNN NEWS PLUS 1（日语：NNNニュースプラス1） （日本電視台）
- 排行榜之夜（日语：DAISUKI!）（日本電視台）（不定期演出）
- 東京最新版！（日语：東京最新版!）（日本電視台（但是，日本電視台本身沒有播出，僅限聯播網編號銷售））
- 日本列島美食歡笑溫泉之旅（旅Channel（日语：旅チャンネル））
- 戀愛成就綜藝 （2011年8月6日起每週六20:00～，TOKYO MX）
- Quiz！腦貝爾SHOW（日语：クイズ!脳ベルSHOW）（2019年8月7日—8日，BS富士）

### 電視劇
- 三姊妹物語（東京電視台）
- National劇場（日语：ナショナル劇場）（TBS）
  - 水戶黃門 第23部（日语：水戸黄門 (第22-28部)#第23部） 第29話「葵的印籠被偷了!? -宇和島-」（1995年2月27日）—飾 阿咲
  - 水戶黃門外傳 陽炎忍法帖（日语：水戸黄門外伝 かげろう忍法帖）（1995年）—飾 螢
- STATION（日语：STATION (漫画)#テレビドラマ） 第2話（1995年，日本電視台）—飾 莎莉小暮
- 一切為妳（日语：デッサン (テレビドラマ)）（1997年7月－9月，日本電視台）—飾 遠山貴子
- 週一懸疑劇場（日语：月曜ミステリー劇場）  第3作（2002年，TBS）—飾 中川樹里
- 事件記者 浦上伸介（日语：事件記者 浦上伸介）5（2007年）—飾 廣川千里

### 廣播節目
- MBS YOUNG TOWN（日语：MBSヤングタウン） 星期五（MBS電台）
- （MBS電台）
- （RF日本廣播電台）

### 舞台
- 演劇×參與式推理 三越劇場 怪事件推理 第3彈「魔術師與兩個迷宮」【睡美人篇】【隱藏的公主篇】（2025年3月8日、9日，三越劇場（日语：三越劇場））[14]

## 腳註

## 相關項目
- 筑波大學附屬中學·高等學校人物列表（日语：筑波大学附属中学校・高等学校の人物一覧）

## 外部連結
- 官方网站 （日語）
- （日語）—羽田惠理香的官方個人部落格。